# NGC 5491
NGC 5491 est une galaxie spirale située dans la constellation de la Vierge. Sa vitesse par rapport au fond diffus cosmologique est de 6 147 ± 18 km/s, ce qui correspond à une distance de Hubble de 90,7 ± 6,4 Mpc (∼296 millions d'al). NGC 5491 a été découverte par l'astronome germano-britannique William Herschel en 1793.
NGC 5491 présente une large raie HI et elle renferme des régions d'hydrogène ionisé. Selon la base de données NASA/IPAC, il s'agit peut-être d'une galaxie du champ, c'est-à-dire qu'elle n'appartient pas à un amas ou un groupe et qu'elle est donc gravitationnellement isolée. Ce n'est évidemment pas le cas, car NGC 5491 forme une paire de galaxie avec sa voisine PGC 214225. En effet, la distance de Hubble de la galaxie PGC 214225 (désignée comme NGC 5491B en plusieurs endroits) est de 90,90 ± 6,37 Mpc (∼296 millions d'al), soit à presque la même distance que NGC 5491. De plus, l'image obtenue du relevé SDSS montre que ces deux galaxies sont probablement en interaction gravitationnelle
À ce jour, six mesures non basées sur le décalage vers le rouge (redshift) donnent une distance de 93,333 ± 8,293 Mpc (∼304 millions d'al), ce qui est à l'intérieur des valeurs de la distance de Hubble.

## Supernova
La supernova SN 2009nk a été découverte dans NGC 5491 le 29 décembre 2009 à Yamagata au Japon par l'astronome japonais Koichi Itagaki. Cette supernova était de type Ia.